# آدورلد: ادیسه ایب
آدوُرلد: ادیسه اِیب یا جهان عجیب و غریب: ادیسه اِیب (به انگلیسی: Oddworld: Abe's Oddysee) یک بازی ویدئویی دو بعدی به سبک سکوبازی است که توسط شرکت بازی‌سازی آدورلد اینهبیتنتز توسعه یافته و شرکت جی‌تی اینتراکتیو آن را منتشر ساخته‌است. ادیسه اِیب در سال ۱۹۹۷ برای کنسول پلی‌استیشن، ام‌اس-داس و مایکروسافت ویندوز منتشر شده‌است. این بازی توسط سافت‌بانک با نام ایب یک گوگو (به ژاپنی: エイブ・ア・ゴーゴー Eibu A Gōgō) در ژاپن برای کنسول پلی‌استیشن منتشر شد و همچنین نسخه ویندوز آن در سال ۲۰۰۱ انتشار یافته‌است. نسخه گیم بوی بازی نیز با تغییر نام به ماجراهای آدورلد توسط جی‌تی اینتراکتیو در سال ۱۹۹۸ منتشر شد.
داستان بازی حول محور شخصیت ایب است، موجودی بسیار زشت با چشمانی بزرگ به رنگ نارنجی که در سیاره مودوکان اسیر است و به عنوان کارگر در مزرعه‌های رپچور در قسمت بسته‌بندی گوشت گیاهی کار می‌کند که آن‌ها متخصص در منقرض کردن گونه‌های جانوری هستند. او متوجه می‌شود که قربانی بعدی رپچورها برای تولید گوشت هنگامی که تمامی منابع در آینده به اتمام برسد، او و همنوع‌های مودوکانش هستند. بدین جهت تصمیم می‌گیرد از کارخانه فرار کند و تا آنجا که می‌تواند دوستان خود را نجات دهد.
آدوُرلد: ادیسه اِیب به‌طور گسترده برای داشتن روند بازی نوآورانه، گرافیک خوب و میان پرده‌های جذاب مورد تحسین قرار گرفت، اما از طرف دیگر اثر تجربه، و سیستم ذخیره‌سازی بازی که تنها در مکان‌های چک‌پوینت امکان‌پذیر بود مورد انتقاد قرار گرفت. بازسازی آدوُرلد: ادیسه اِیب توسط شرکت جاست اَد واتر صورت گرفته‌است. سونی این خبر را در ای۳ سال ۲۰۱۳ افشا کرد و این بازی با نام آدورلد: نیو 'ان' تیستی! در ژوئیه سال ۲۰۱۴ از طریق شبکه پلی‌استیشن برای کنسول پلی‌استیشن ۴ در دسترس قرار گرفت، و همچنین نسخهٔ لینوکس، مایکروسافت ویندوز و اواس ده نیز در ۲۵ فوریه ۲۰۱۵ عرضه شد. این بازی همچنین در تاریخ ۱۹ ژانویه ۲۰۱۶ برای پلی‌استیشن ویتا و ۱۱ فوریه همان سال برای کنسول وی یو منتشر شد.

## روند بازی
آدوُرلد یک بازی دوبعدی به سبک سکوبازی است که بازیکن کنترل شخصیتی به نام اِیب را به عهده دارد. ایب توانایی انجام حرکات بسیاری شامل دویدن، دزدکی راه رفتن، پرش، پرتاب اشیاء، نشستن، بالارفتن، سوارشدن، دعا کردن و صحبت کردن با دوستانش را دارد. هر قسمت از بازی به‌طور مستقل در صفحه‌ای نمایش داده می‌شود و با گذشتن از آن قسمت به صفحه‌ای جداگانه وارد می‌شود. بازی از عناصر سکوبازی بسیاری استفاده می‌کند و همچنین دارای معماها و راه‌هایی برای ارتباط با دیگر مودوکان‌ها می‌باشد. ایب توانایی صحبت با دوستانش را دارد که خود آن نیز شامل همدردی، پیروی، ایستادن، فعال کردن، ستایش و سرزنش می‌باشد و برای پیشروی در داستان باید این ارتباطات صورت بگیرد تا دوستانش از او پیروی کرده و به دنبال او بروند تا پس از رسیدن به درگاهی که از پرندگان تشکیل شده، خودشان را نجات بدهند. روند بازی دشوار اما قابل تحسین است.
اتمام بازی به دو صورت خوب و بد، بسته به تعداد مودوکان‌هایی که بازیکن در طی بازی نجات داده‌است، انجام می‌گیرد. اگر ایب در طول بازی تعداد ۵۰ یا بیشتر مودوکان نجات دهد، آن‌ها شروع به آواز خواندن می‌کنند و سبب اصابت صاعقه به مولاک (شخصیت منفی اصلی داستان) و دستیارانش می‌شود. صورت بزرگ (کاهن مودوکان‌ها) از راه رسیده و شروع به رقص و پایکوبی کرده و ایب را به صحنه‌ای منتقل می‌کند که تمام مودوکان‌های نجات یافته شده در آنجا حضور دارند. اینجا پایان بازی در حالت خوب است و دقیقاً جایی که داستان قسمت دوم یعنی آدورلد: اگزادوس ایب آغاز می‌شود. اگر ایب کمتر از ۵۰ مودوکان نجات دهد، او را از قلاب مخصوص گوشت آویزان می‌کنند و مودوکان‌ها دربارهٔ ایب و اینکه چرا به آن‌ها کمک نکرده‌است با یکدیگر به بحث می‌پردازند. صورت بزرگ سعی در عوض کردن نظر آن‌ها را دارد اما هیچ‌کس قبول نمی‌کند. در انتها یکی از مودوکان‌ها هنگامی که ایب به داخل چرخ گوشت می‌افتد نشان کشته شدن را درمی‌آورد.

### مراحل بازی
بازی دارای یازده مرحله است که نام‌های آن عبارتند از:
- مرحله نخست: مزرعه‌های رپچورها (Rupture Farms)
- مرحله دوم: فرار از دامداری (Stockyard Escape)
- مرحله سوم: خطوط مونزاییک (Monsaic Lines)
- مرحله چهارم: معبد مونزاییک (Monsaic Temple)
- مرحله پنجم: پارامونیا (Paramonia)
- مرحله ششم: معبد پارامونیا (Paramonian Temple)
- مرحله هفتم: اسکارابانیا (Scrabania)
- مرحله هشتم: معبد اسکارابانی‌ها (Scrabanian Temple)
- مرحله نهم: بازگشت دامداری (Stockyard Return)
- مرحله دهم: مزرعه‌های رپچورها ۲ (Rupture Farms 2)
- مرحله یازدهم: اتاق هیئت مدیر (Boardroom)

## بازتاب‌ها
| گردآورنده  | امتیاز |
| ---------- | ------ |
| گیم‌رنکینگز | ۸۷٫۹۴٪ |
| متاکریتیک  | ۸۵/۱۰۰ |

| ناشر         | امتیاز  |
| ------------ | ------- |
| اج           | ۸/۱۰    |
| گیم اینفورمر | ۹٫۲۵/۱۰ |
| گیم‌پرو       | ۴٫۵/۵   |
| گیم‌اسپات     | ۸٫۴/۱۰  |
| آی‌جی‌ان       | ۷٫۵/۱۰  |

این بازی به محض انتشار در سال ۱۹۹۷ عمدتاً مورد ستایش قرار گرفت و نقدهای خوبی از وبگاه‌های مختلف دریافت نمود و نسخهٔ پلی‌استیشن این بازی با جمع کل امتیاز ۸۵ از ۱۰۰ و ۸۷٫۹۴٪ به ترتیب در وبگاه‌های متاکریتیک و گیم رنکینگز قرار دارد. وبگاه گیم‌اسپات به نسخه پلی‌استیشن بازی امتیاز ۸٫۴ از ۱۰ را تقدیم کرد و نکات مثبت بازی از قبیل یک سکوبازی ایده‌آل، در بازی با برقراری تعادل عالی عناصر اکشن و معمایی باعث ایجاد بازی هوشمند، جذاب و در عین حال سرگرم‌کننده شده‌اند، مورد تقدیر قرار داد. وبگاه گیم‌پرو نیز نمره ۴٫۵ از ۵ را به این بازی اختصاص داد و گرافیک آن را خیره کننده خواند.